# 1131 Porzia
1131 Porzia är en asteroid i huvudbältet som upptäcktes den 10 september 1929 av den tyske astronomen Karl Wilhelm Reinmuth. Dess preliminära beteckning var 1929 RO. Den fick senare namn efter en av de litterära karaktärerna i William Shakespeares teaterpjäs Julius Caesar.
Porzia tillhör de asteroider som korsar planeten Mars bana.
Porzias senaste periheliepassage skedde den 21 oktober 2022. Beräkningar har gett vid handen att asteroiden har en rotationstid på 4,66 timmar.